# Anton Döller
Anton Döller (ur. 5 stycznia 1831 w Winnikach koło Lwowa, zm. 29 września 1912 w Kieżmarku) – oficer armii austriackiej, publicysta, działacz społeczny na terenie Spiszu, wybitny działacz turystyczny na polu turystyki tatrzańskiej. Współzałożyciel Węgierskiego Towarzystwa Karpackiego (MKE; 1873).

## Życiorys
Pochodził z rodziny wojskowych i rzeczą naturalną była również jego kariera w cesarskiej armii. Brał udział w walkach Wiosny Ludów w 1848 r. W 1849 uzyskał stopień porucznika. Następnie brał udział w wojnie francusko-austriackiej w 1859 r. oraz w tzw. wojnie siedmiotygodniowej w roku 1866. Służył w pułku arcyksięcia Józefa Karola Habsburga, m.in. jako adiutant arcyksięcia.
Po przejściu w randze majora na wojskową emeryturę w 1872 osiadł w Kieżmarku, gdzie założył rodzinę i mieszkał aż do śmierci. Był trzykrotnie żonaty. Z pierwszego małżeństwa miał syna. Drugą jego żoną była Gisela Demiany, córka szanowanego mieszczanina kieżmarskiego. Z trzeciego małżeństwa, zawartego z Marie von Kail w 1877, urodziła się córka i syn (Anton Döller młodszy). Döller często gościł w posiadłości arcyksięcia Józefa Karola w Starym Smokowcu. Dzięki tym dobrym stosunkom jego syn, Anton młodszy, został mianowany krótko przed I wojną światową prywatnym sekretarzem syna Józefa Karola, arcyksięcia Józefa Augusta Habsburga.
W Kieżmarku Döller rozwinął bardzo ożywioną działalność gospodarczą, społeczną i kulturalną. Doprowadził m.in. do otwarcia w Kieżmarku zawodowej szkoły tkackiej, pierwszej tego typu na terenie ówczesnych Węgier. Angażował się w akcjach charytatywnych.
Szczególnie intensywnie włączył się w działania zmierzające do powołania organizacji turystycznej i rozwoju turystyki w Tatrach, upatrując w tym drogi do gospodarczego rozwoju regionu. 11 maja 1873 r. został przewodniczącym roboczego komitetu założycielskiego, który doprowadził do powołania 10 sierpnia tegoż roku w Starym Smokowcu Węgierskiego Towarzystwa Karpackiego. W latach 1873–1876 był jego skarbnikiem, zaś w latach 1876–1883 urzędującym wiceprezesem. Po przeniesieniu w 1884 r. siedziby Towarzystwa do Lewoczy, będącej stolicą żupy spiskiej, Döller pozostał przewodniczącym kieżmarskiej sekcji MKE. Blokowany w różnych inicjatywach tatrzańskich przez lewockich działaczy centrali Towarzystwa doprowadził do przejścia w 1891 r. całej sekcji kieżmarskiej do nowo powstałego Węgierskiego Towarzystwa Turystycznego (MTE). Był do roku 1902 wiceprezesem sekcji kieżmarskiej MTE.
Wiele publikował, zwłaszcza w regionalnej prasie niemieckiej i węgierskiej. Jego artykuły drukowały jednak też czasopisma i roczniki w Koszycach, Budapeszcie, Wiedniu i in. (m.in. „Karpathen-Post”, „Zipser Bote”, „Kaschauer Zeitung”, „Jahrbuch UKV”, „Turisták Lapja”, „Die Haimat”). Dużo pisał o Tatrach, przedstawiając ich wartości przyrodnicze i krajobrazowe oraz reklamował podtatrzańskie miejscowości i propagował tatrzańską turystykę, m.in. w 1883 r. w węgierskim regionalnym czasopiśmie „Tátra-Vidék” opublikował artykuł, w którym nakreślił śmiały projekt budowy wysokogórskiego ośrodka turystyczno-wypoczynkowego w rejonie pomiędzy Siodełkiem a istniejącą już wówczas chatką Rainera na Staroleśnej Polanie.
Nie wszystkie propagowane przez niego przedsięwzięcia i idee możemy dziś oceniać pozytywnie. Np. w 11 numerze tygodnika „Karpathen-Post” z 1890 r. wzywał on do podjęcia na wielką skalę produkcji olejków kosodrzewinowych tak, aby każdy mógł zawieźć do domu cząstkę tatrzańskiego lasu, i by jednocześnie dzięki temu mieszkańcy Kieżmarku i Białej Spiskiej mogli rozszerzyć tereny wypasowe dla swoich stad.
Sam był czynnym turystą i taternikiem – m.in. uczestniczył w 1874 r. w siódmym wejściu na Gerlach (31 sierpnia, wraz z Mórem Déchym, Paulem Schwartzem, Josefem Schäferlingiem, przewodnikiem Johannem Stillem i tragarzem Samuelem Horvayem; było to zarazem pierwsze wejście najpopularniejszą dziś drogą przez Wielicką Próbę), a w 1877 r. w czternastym wejściu na Lodowy Szczyt (było to zarazem drugie wejście drogą przez Konia).
Döller utrzymywał liczne kontakty z polskimi działaczami turystycznymi, związanymi z Tatrami, zwłaszcza członkami założonego w 1873 r. Towarzystwa Tatrzańskiego. Korespondował z nimi nawet po polsku. W artykule Tátra und Tátra-literatur („Zipser Bote”, nr 30, 1891) wiele miejsca poświęcił Waleremu Eljaszowi. Po polsku opublikował m.in. propagandową broszurę pt. Zdrojowisko w Drużbakach na Spiżu, Rauschenbach (wraz z P. Kélerem, Kraków 1884).
W 1874 został członkiem honorowym Towarzystwa Tatrzańskiego, w 1883 Siedmiogrodzkiego Towarzystwa Karpackiego, a w 1884 – Węgierskiego Towarzystwa Karpackiego. W niemieckim i węgierskim nazewnictwie tatrzańskim jego postać upamiętniono nazwami Döllersee, Döller-tó (Kolisty Staw w Dolinie Młynickiej) oraz Döllerturm, Döller-torony (Furkotne Solisko w Grani Soliska).
W uznaniu zasług w 1887 otrzymał węgierskie szlachectwo z przydomkiem de Poprádvölgy. Pochowany został w Kieżmarku, w honorowym grobie zapewnionym przez miasto.